# Jean-Baptiste Courtol
Jean-Baptiste Courtol, né à Paris le 9 septembre 1834 et mort à Saint-Paulien le 28 juin 1902, est un chasseur de vipères français.

## Biographie
Orphelin de mère à la naissance, son père meurt alors qu'il a trois ans. Il est placé dans une ferme en Bourgogne. À vingt ans, le tirage au sort l'envoie à la guerre de Crimée, où il perd l'usage de sa main droite gelée. Par amour, il rejoint sa future épouse au Puy-en-Velay. Pour nourrir sa famille, il court la montagne à la recherche de plantes médicinales que lui rachètent les pharmaciens. Le facteur de Polignac, qu'il croise sur un sentier, lui apprend que l'administration paye cher pour la capture des vipères, qui comme les loups sont à l'époque considérées comme nuisibles.
La première année, il en tue deux mille et on rapporte qu'en 1893, le chiffre monte à trois mille, soit près de mille cinq cents francs d'indemnités. Malgré les jalousies et les accusations de trafic (certains pensent qu'il élève les vipères pour les revendre à l'administration), il continue sa quête. Devant son succès, l'administration réduit de moitié le montant des primes, soit de 50 à 25 centimes pour une vipère adulte et de 24 à 12 centimes pour un vipéreau.
Au cours de sa carrière, il aurait tué près de 40 000 vipères et vipéreaux, soit entre 2 et 3 000 spécimens par an. Ayant confectionné un costume pour lui et sa femme à partir des peaux de ses captures, il parade avec sur la place du Breuil au Puy-en-Velay afin d'attirer de nouveaux clients. Sa réputation dépassant les frontières du département et du pays, il est convié à l’Exposition universelle de Lyon ainsi qu'à la ville de Chicago pour partager ses connaissances, mais il refuse ces invitations.
Mordu de nombreuses fois, il met au point un onguent contre les morsures, mais celui-ci ne suffit pas lorsque le 12 juin 1902, il est mordu au bras gauche par une Vipère aspic à Saint-Paulien. Se croyant immunisé depuis le temps, il se soigne uniquement avec son remède et meurt dans la nuit.

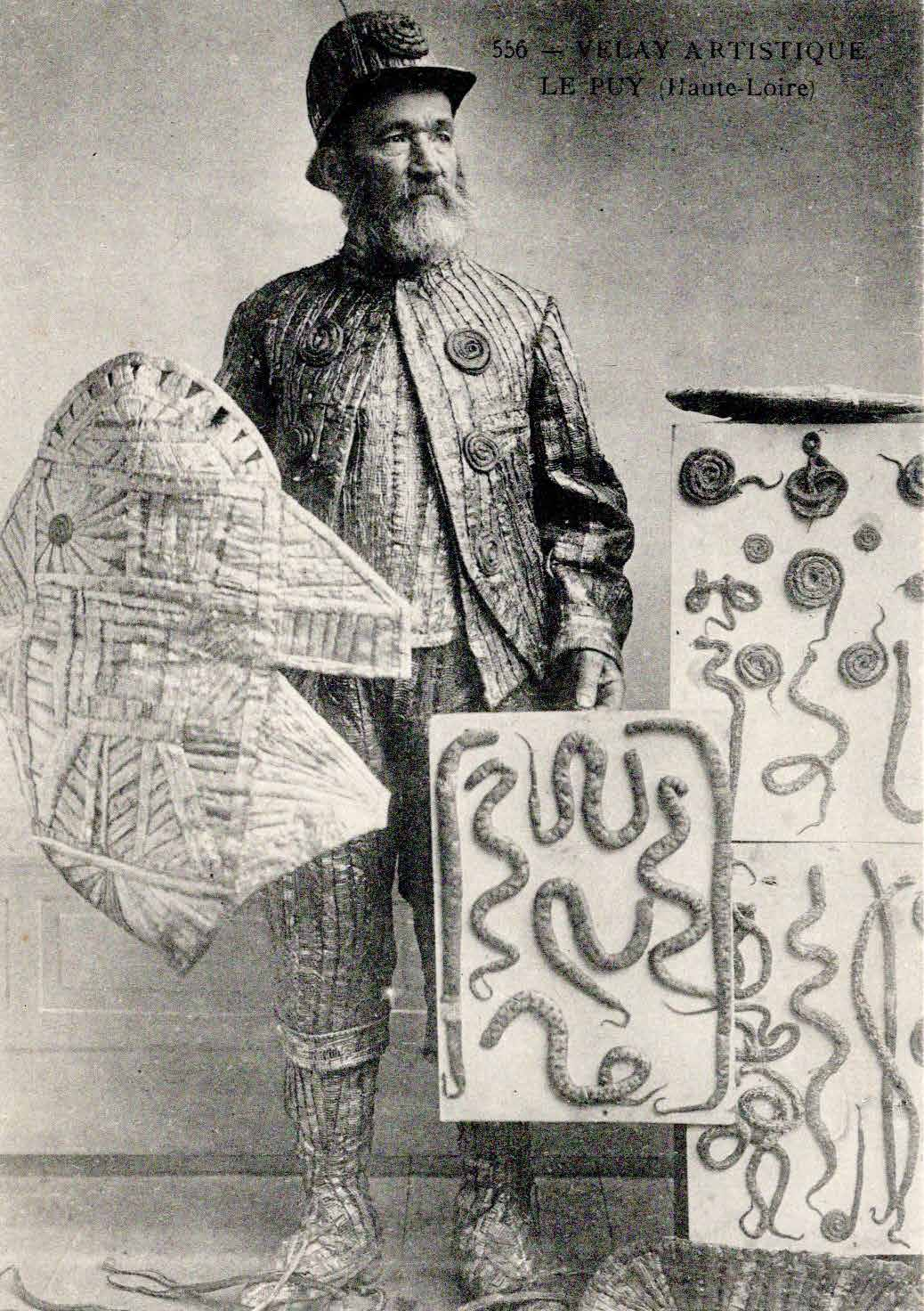
Carte postale illustrant le Velay artistique du XIXe siècle. Jean-Baptiste Courtol en habit d’apparat.

## Postérité
À sa mort, sa veuve fait don de leurs costumes au musée Crozatier au Puy-en-Velay où ils sont conservés dans les réserves. L'ensemble est fabriqué vers 1890 à partir de peaux de vipères et de couleuvres et est constitué d'un casque, d'une casquette, d'un bonnet conique, d'une veste, d'un jabot, d'une capeline, d'un pantalon, d'une culotte, de guêtres et de panneau décoratif. De novembre 2021 à septembre 2022, ce musée et le Pays d’art et d’histoire du Puy-en-Velay proposent une exposition sur le thème des serpents. Pour l'occasion, la garde-robe de Courtol est restaurée et exposée au public.